# Ceraclea resurgens
Ceraclea resurgens là một loài Trichoptera trong họ Leptoceridae. Chúng phân bố ở miền Tân bắc.